# Anaerolineaceae
Anaerolineaceae é uma família de bactérias da ordem das Anaerolineales. A bactéria Anaerolineaceae ocorre em sedimentos marinhos.